# ريتشارد د. بينيت
ريتشارد د. بينيت (بالإنجليزية: Richard D. Bennett)‏ هو قاضي ومحامي أمريكي، ولد في 1947 في بالتيمور في الولايات المتحدة.